# رواد الغد (برنامج)
رواد الغد، هو برنامج أطفال بث آخر مرة في 16 تشرين الأول (أكتوبر) 2009 على قناة فضائية الأقصى التابعة لحركة حماس في السلطة الوطنية الفلسطينية. يقدم البرنامج فريق يتكون من سرّاء برهوم (مضيفة) وعدد من الشخصيات التي تمثل في أزياء الحيوانات يؤدون تمثيليات أو مشاهد ويناقشون الحياة في فلسطين بأسلوب حواري، ويشارك فيه أطفال تتراوح أعمارهم بين 9-13 عاماً
أسلوب التقديم تعليمي للأطفال على غرار برامج شارع السمسم وبارني وأصدقاؤه.
لفتت المنظمات الموالية لإسرائيل كمراقبة الإعلام الفلسطيني ومعهد بحوث إعلام الشرق الأوسط انتباه الغربيين لهذا البرنامج. تتدعي هذه المنظمات أن البرنامج من المفترض أن يتناول مواضيع تخص الإسلام وتقاليده وأنماط الحياة، كبيان أهمية الصلوات اليومية وشرب الحليب على سبيل المثال، لكن البرنامج يوجه رسائل أخرى كالجهاد والمقاومة والاشمئزاز من إسرائيل والرأسمالية والولايات المتحدة والعالم الغربي إجمالاً.
حسب مراقبة وسائل الإعلام الفلسطينية، كانت الشخصيات «الفأر فرفور» شبيه ميكي ماوس و«النحلة نحول» تستخدم تمجيد العنف وتعزيز كراهية إسرائيل وتقدمان الوعظ حول سيادة العالم الإسلامي، ويحزنون على الشهداء ويلومون الصهاينة بما يحصل من نزاع.

## روابط خارجية
- الموقع الرسمي لراديو وتلفزيون الأقصى
- "Hamas May Revise Jihad-Promoting 'Mickey Mouse' Program[وصلة مكسورة]", Julie Stahl, CNSNews.com, May 9, 2007
- Dean, W. Facts on the Ground. 14 May 2007. - comparative translation highlighting contested CNN translations (see رواد الغد (برنامج)#Translation controversy)
- برنامج عبر الأثير: أفنان وأغصان - Al-Aqsa Voice streaming broadcast of Ovan and Branches.